# 파워마스터반도체
파워마스터반도체 주식회사는 2017년에 설립된 대한민국의 반도체 기업이다.

## 역사 및 현황
- 2017년 7월 14일: 회사 설립

## 사업장 현황
- 본사: 충청북도 청주시 흥덕구 과학산업4로 79-20 (옥산면)
- 연구소: 인천광역시 계양구 장제로 714